# Xiaomin (Zhou du Nord)
Xiaomin (ou 宇文覺 Yuwen Jue, 542 - 557) a été le premier empereur et fondateur de la dynastie Zhou du Nord (557-581). Il etait le fils du général suprême des Wei occidentaux, Yuwen Tai, et après la mort de Yuwen Tai en 556, son cousin Yuwen Hu, lui servant de tuteur, força l'empereur Gong des Wei occidentaux à céder le trône à Yuwen Jue en 557, établissant ainsi Zhou du Nord. Plus tard en 557, cependant, Yuwen Jue, voulant prendre le pouvoir personnellement, complota pour tuer Yuwen Hu, qui à son tour le déposa et le remplaça par son frère Yuwen Yu (empereur Ming).

## Tombe
En septembre 2023, son tombe a été trouvé dans le village de Beihe, situé dans la province du Shaanxi, à Xianyang, au nord-ouest de la Chine. La chambre funéraire de 56 mètres de long, enfouie à 10 mètres sous la surface, était marquée d'une épitaphe qui dit «Il s’agit de la tombe du duc de Lüeyang», correspond au titre que Yuwen Jue avait avant d’accéder au pouvoir.